# 東岸縣 (乂安)
東岸縣，是明代交阯承宣布政使司乂安府驩州下轄的一個縣。治所約在今越南乂安省演州縣境內。其境內有妃山、層峰秀出，大江環流臨高而望，如環泛芙蓉，陳妃立塔於此，故名；又有鐵山，產鐵；又有惠山，狀如覆鐘，諸山羅列，勝慨可觀。

## 沿革
- 永樂五年（1407年）六月癸未置，屬乂安府驩州[4][5][6][7][8][9]
- 永樂十七年九月丙辰，並驩州之東岸縣入本州[10][11]。